# Phymaphora californica
Phymaphora californica là một loài bọ cánh cứng trong họ Endomychidae. Loài này được Horn miêu tả khoa học năm 1880.